# ときめきタイムリー
ときめきタイムリー（TOKIMEKI TIMELY）は、1984年11月3日から1996年3月30日まで、土曜朝9:30-10:25(JST)に讀賣テレビ放送で生放送された情報バラエティ番組。

## 概要
番組開始して間もない頃はその週にあったニュースを素材にしたテーマと上岡龍太郎を「トーキングメーカー」と称しゲストを交えて（第一回目のゲストは岡本太郎）トークを行うものだった。
その後は土曜の朝に比較的時間に余裕のある若年世代や女子学生層をターゲットに制作された。
開始当初からしばらくは広島テレビにも同時ネットされていた（途中打ち切り）ほか、一時期中京テレビでもネットされていた。
司会は上岡龍太郎、桂ざこば、近藤三津枝（初代女性司会者）、遙洋子（2代目女性司会者）で、途中で上岡龍太郎が降板して円広志が司会に加わった。
番組タイトルの由来は「ときめきたいんだけど、このメンバー（出演者）では無理」という意味を込めて「ときめきたい、無理」→「ときめきタイムリー」となった、と言われている。そのタイトルのとおり、番組内容も時事問題やゲスト出演者の悩み相談といった内容のものが中心であった。
1993年9月に、番組開始当初から司会を務めてきた上岡と番組の支え役のタイヘイ夢路・正司花江・今喜多代が一斉に降板し、同年10月からは2代目司会者に円広志を起用し、コーナーのリニューアルを図った。上岡の降板については、出演していた『EXテレビ』でかねてから「降板したい」と漏らしており、本人の意志によるものである。
1996年3月30日で足掛け11年4ヶ月の歴史に幕を降ろした。

## レギュラー出演者
全期間出演
- 桂ざこば
- 遙洋子

放送開始～1993年9月まで出演
- 上岡龍太郎（初代司会者）
- 近藤三津枝（初代女性司会者）
- タイヘイ夢路
- 正司花江
- 今喜多代

1993年10月～1996年3月まで出演
- 円広志（2代目司会者）
- 大竹まこと
- どんきほ〜て
  - 太平かつみ
  - きびのだんご
- 桂雀々

## テーマ曲
- 「HI,HI,HI」 矢野顕子（この曲は「カックラキン大放送」（日本テレビ系）のED後の提供テロップでも流れていた。）
- 「風、ときめいて」　あらい舞
- 「TOMODACHI」　円広志
- 「夢のプロポーズ」　円広志
- 「恋人でなくなって」　円広志

## スタッフ
- ディレクター　水落誠一
- プロデューサー・ディレクター　松下泰紀
- プロデューサー　岩渕輝義
- チーフプロデューサー　有川寛
- 制作著作　よみうりテレビ